# Doca do Ver-o-Peso
A Doca do Ver-o-Peso é uma feira de peixe pública municipal livre e ao céu aberto de uso civil e também é uma zona portuária de pequeno porte, que faz parte do Complexo do Ver-o-Peso, localizado às margens da baía do Guajará no bairro da Cidade Velha, na cidade paraense de Belém (estado brasileiro do Pará). A feira é rodeado pela Praça do Relógio, Feira do Açaí e Mercado de Ferro.

## História
Em 1803, no governo de Dom Marcos de Noronha e Brito, Conde dos Arcos, ocorreu o aterramento do igarapé do Piri (antigo pântano Juçara), área praiana na orla do bairro da Campina (Comércio) localizada próxima ao Mercado da Carne, para atender aos avanços urbanísticos da Belém. A foz foi transformada na doca do Ver-o-Peso e na Pedra do Peixe, mantendo-se ali as atividades da Casa de Haver o Peso, onde existe uma feira informal de pescadores. Obras decorrente do enriquecimento de Belém no início do Ciclo da Borracha. Em 1901 foi projetada uma das primeiras vias largas da cidade Boulevard Castilhos França, com preocupação paisagística com influência Art Nouveau.

## Patrimônio histórico
A doca das embarcações faz parte do complexo arquitetônico e paisagístico do Ver-o-Peso tombado pelo IPHAN, em 1977, que compreende uma área de 35 mil metros quadrados, com uma série de construções históricas, incluindo o logradouro Boulevard Castilhos França, o Mercado da Carne, o Mercado de Peixe, a Praça do Relógio, a Feira do Açaí, a Ladeira do Castelo e o Solar da Beira e a Praça do Pescador.

A doca localizada no logradouro Avenida Portugal, junto às sedes do Poder Judiciário e do Legislativo do estado, onde também estão outras edificações tombadas como patrimônio: a Doca do Ver-o-Peso, a Praça do Relógio, a Praça Dom Pedro II, o Palácio Lauro Sodré (Palácio do Governo), Palácio Antonio Lemos e, o Solar do Barão de Guajará.